# Berlare
Berlare és un municipi belga de la província de Flandes Oriental a la regió de Flandes.

## Seccions
| #   | Nom       | Extensió (km²) | Població (31/12/2006) |
| --- | --------- | -------------- | --------------------- |
| I   | Berlare   | 17,73          | 7.876                 |
| II  | Uitbergen | 6,48           | 1.980                 |
| III | Overmere  | 13,72          | 4.504                 |

## Evolució demogràfica
| Any  | Població |
| ---- | -------- |
| 1995 | 13.172   |
| 1996 | 13.270   |
| 1997 | 13.374   |
| 1998 | 13.566   |
| 1999 | 13.714   |
| 2000 | 13.679   |
| 2001 | 13.776   |
| 2002 | 13.808   |
| 2003 | 13.825   |
| 2004 | 13.900   |
| 2005 | 13.984   |
| 2006 | 14.092   |
| 2007 | 14.272   |
| 2008 | 14.452   |

## Burgmestres
- 1965-1976 : Marcel Leys (PVV)
- 1977-2006 : Jan-Willy Van Sande (CD&V)
- 2007- : Karel De Gucht (VLD)

## Personatges il·lustres
- Alfred de Bruyne, ciclista